# Bruce Maccabee
Bruce Maccabee (Rutland, 6 maggio 1942 – Lima, 10 maggio 2024) è stato un fisico statunitense.
Lavorò come fisico ottico per la U.S. Navy. Maccabee divenne famoso anche per l'attività svolta nel campo dell'ufologia.

## Biografia

### Formazione
Maccabee conseguì un Bachelor of Science in fisica al Polytechnic Institute di Worcester, nel Massachusetts, quindi studiò all'American University di Washington, D.C., dove conseguì la laurea in fisica e successivamente il Ph.D nella stessa disciplina. Nel 1972 cominciò a lavorare al Naval Ordnance Laboratory di White Oak a Silver Spring, nel Maryland, struttura che in seguito divenne la Naval Surface Center Dahlgren Division. Maccabee studiò l'elaborazione dei dati ottici, l'uso dei laser ad alta potenza ed altri aspetti connessi alla Strategic Defense Initiative (SDI) e alla difesa contro i missili balistici. Maccabee si ritirò dal servizio governativo nel 2008. 

### Ufologia
Maccabee iniziò ad interessarsi di ufologia alla fine degli anni sessanta, quando si unì al NICAP dove rimase finché l'organizzazione cessò la sua attività negli anni ottanta. Nel 1975 entrò a far parte del MUFON (Mutual UFO Network) dove successivamente divenne direttore per lo stato del Maryland. Nel 1979 fu tra i fondatori del FUFOR (Fund for UFO Research) di cui fu presidente per 13 anni; fece anche parte, in seguito, del Consiglio Direttivo dell'organizzazione.
Nel campo ufologico svolse diverse ricerche ed investigazioni (che, come più volte precisò, furono sempre completamente svincolate dal suo lavoro nella U.S. Navy), che inclusero l'avvistamento UFO da parte di Kenneth Arnold nel 1947, le famose foto di McMinnville riprese nel 1950 (da lui ritenute autentiche), le fotografie scattate dagli astronauti della Gemini 11 nel settembre del 1966 (ritenute dallo scettico James Oberg semplicemente un satellite artificiale, conclusione che Maccabee non condivise), l'avvistamento di Teheran nel 1976, gli avvistamenti di Kaikoura in Nuova Zelanda nel dicembre 1978, l'avvistamento del volo 1628 delle Japan Airlines avvenuto nei cieli dell'Alaska nel novembre 1986, gli avvistamenti di Gulf Breeze avvenuti in Florida tra il 1987 e il 1988 con le relative foto di Ed Walters (da lui ritenute autentiche contrariamente al parere di altri esperti), l'avvistamento di Phoenix del marzo 1997, il video ripreso a Città del Messico nell'agosto del 1997 (ritenuto però anche da lui una bufala), le foto scattate dal contattista svizzero Billy Meier (che giudicò false) e molti altri casi.
Maccabee fece anche ricerche storiche e per primo ottenne l'accesso al "flying disc file" dell'FBI (che egli definì "I veri X-Files"). Inoltre raccolse documenti dalla CIA, l'U.S. Air Force, l'U.S. Army ed altre agenzie governative. Maccabee fece un'importante analisi di circa 3200 casi risultanti dai documenti dell'U.S. Air Force e una nuova analisi dei risultati degli studi della Commissione Condon.
In campo ufologico, Maccabee fu autore o coautore di più di cento articoli (molti dei quali apparsi nel MUFON UFO Journal e negli Atti dei congressi del MUFON) e di una mezza dozzina di libri. Inoltre prese parte a numerosi programmi radiofonici e televisivi sugli UFO.

### Morte
Negli ultimi anni visse nella Contea di Allen, nell'Ohio. Maccabee morì nella propria casa a Lima il 10 maggio 2024 all'età di 82 anni.

## Curiosità
- Maccabee fu anche un bravo pianista e si esibì nel 1997 e nel 1999 durante i congressi del MUFON.

## Libri principali
- UFO/FBI Connection (Paperback, 2000)- ISBN 978-1-56718-493-8
- Ufos Are Real: Here's the Proof (Paperback, 1997)- ISBN 978-0-380-78599-5
- Could Ufo's Be Real (Library binding, 1991)- ISBN 978-1-56065-093-5
- Melbourne Episode: Case Study of a Missing Pilot (Paperback, 1987)- ISBN 978-0-9618082-0-4